# Gastronomía de Suecia

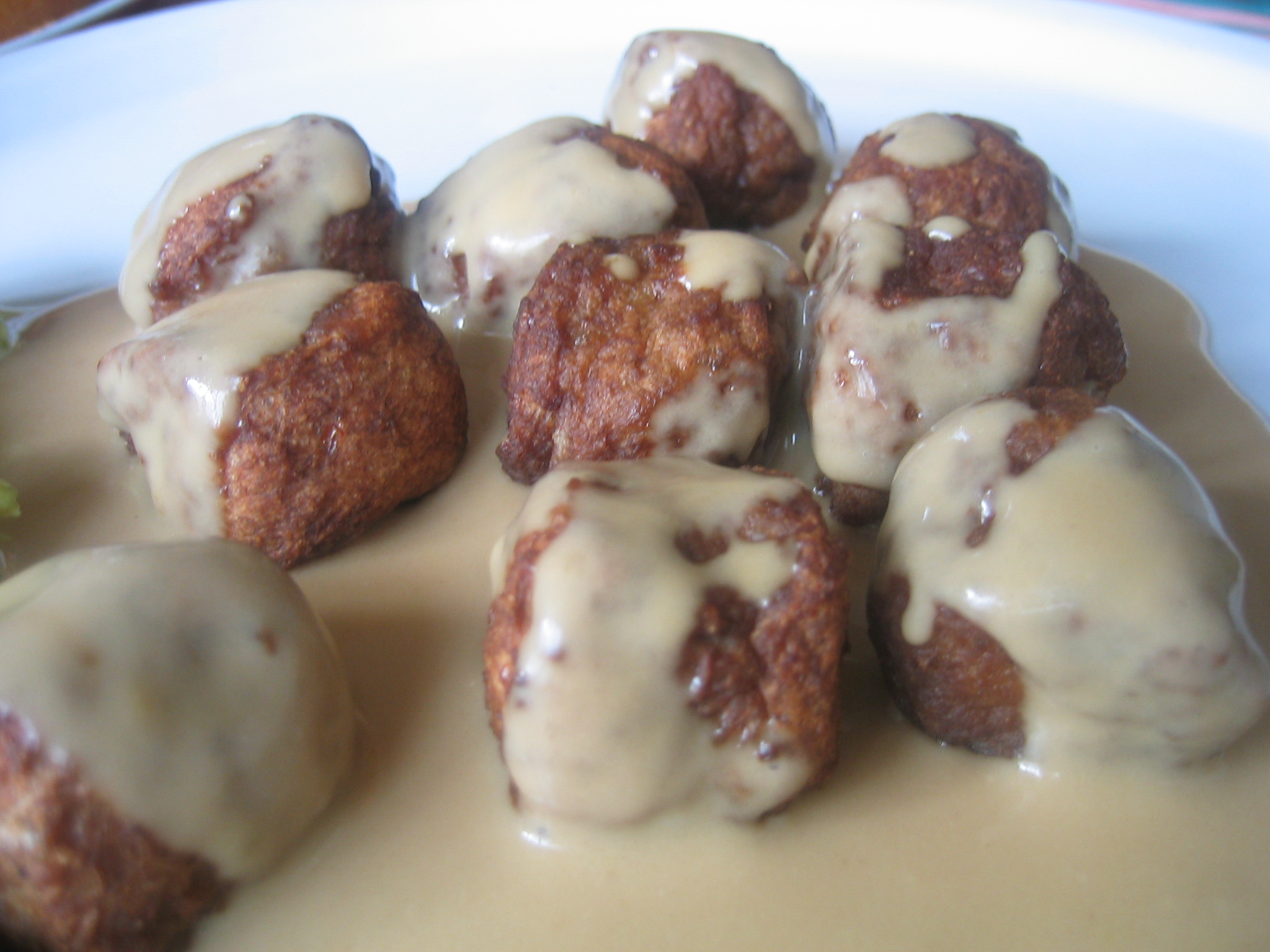
Köttbullar recubiertas de su típica salsa marrón.

La gastronomía de Suecia (en sueco: svenska köket) es muy similar a la gastronomía de Dinamarca o de Noruega. Se la considera simple, abunda en platos con diferentes tipos de pescados, patatas, coles y nabos como ingredientes predominantes. El plato más conocido de la cocina sueca son las köttbullar, que son albóndigas, a menudo recubiertas de salsa marrón o mermelada de arándano rojo (servidas a menudo en los establecimientos de IKEA).[cita requerida]

## Ingredientes
Debido a la longitud de los períodos invernales, existen tradicionalmente en sus platos muy pocas verduras frescas. Se pueden encontrar tubérculos como el nabo, el colinabo y la patata, introducida en el país a finales del siglo XVIII. Se conservan encarnados o en vinagre al estilo chucrut, al repollo y otras coles, y otras verduras como el pepino. La mermelada de arándano rojo es muy común debido a su capacidad de conservación a lo largo de los extensos y oscuros inviernos nórdicos y el hecho de que es una fuente de vitamina C.
Los ingredientes tradicionales por excelencia son el pescado, sobre todo el arenque conservado en salazón. También las carnes de cerdo y ternera forman parte de la cocina tradicional sueca. Se suelen servir cocidas, horneadas o a la brasa. Los productos lácteos son muy comunes. Svecia es un  queso sueco protegido mediante el sistema de indicación geográfica.

## Comidas
Se enuncian aquí una lista de los más típicos: 
- Köttbullar -- Albóndigas al estilo sueco
- Julskinka -- Jamón al estilo navideño
- Pyttipanna -- Pequeños cubos rellenos de carne y patata fritas
- Inlagd sill -- Arenque encurtido
- Blodpudding -- Pudín de sangre
- Pölsa -- Mezcla de varios productos de carne como el corazón y el hígado junto con cebada.
- Palt -- Bola de masa hervida (dumpling), rellena de carne
- Falukorv -- Embutido
- Fläsk och bruna bönor -- Cerdo con judías pintas
- Surströmming -- Arenque fermentado
- Rökt lax -- Salmón ahumado.
- Gravad lax -- Salmón adobado en crudo con sal y eneldo.
- Lutfisk -- Bacalao macerado en sosa
- Kåldolmar -- Rollos de Repollo
- Kålpudding -- Budín de repollo
- Ärtsoppa -- Sopa de guisantes
- Kroppkakor -- Albóndigas de patatas
- Janssons frestelse -- Ansjovis con patatas, cebolla y crema al horno
- Smörgåstårta -- Torta salada de entremeses
- Bakad potatis -- Patatas grandes horneadas, con guarnición
- Smörgåsbord -- Bufé con fiambre y otros platos fríos.
- Julbord -- Mesa de Navidad
- Kräftskiva o Kräftor -- Cangrejo de río
- Pannkakor -- Panqueques (finos como los crepes)

## Bebidas
El café filtrado y la cerveza ocupan los primeros lugares de consumo en Suecia.
En los periodos navideños es muy popular el julmust, es un refresco que se consume en grandes cantidades.
El Aquavit (40 % alcohol) es una bebida tradicional que se suele consumir en celebraciones y fiestas. Servido en pequeñas copas (3-6 6cc) recibe el nombre de snaps. 
Otra bebida alcohólica tradicional sueca es el Punsch, un licor muy dulce que se bebe muy caliente (~40 °C), o muy frío (<0 °C). Por último, cabe destacar la sidra Kopparberg como una de las bebidas más famosas del país.

## Panes
- Knäckebröd o pan endurecido.
- Tunnbröd
- Vörtbröd

## Pastelería
Los suecos son aficionados a los productos de pastelería, los que suelen acompañar con café. Algunos se consumen en fechas específicas.
- Semla -- Bollo de cardamomo relleno con pasta de almendras y crema. Se consume en la Cuaresma.
- Wienerbröd -- Panecillo dulce de hojaldre con crema de vainilla. La versión original danesa lleva crema de chocolate
- Kanelbullar -- Panecillo dulce de canela
- Lussekatt -- Panecillo dulce de azafrán. Se consume para la fiesta de Santa Lucía
- Pepparkaka -- Galleta de jengibre. Se consume para la Navidad
- Mazarin -- Pastelillo de hojaldre relleno con pasta de almendras
- Dammsugare -- Pastelillo de pasta de almendras y arac
- Gustav Adolfsbakelse -- Pastelillo de Gustavo Adolfo. Entre dos trozos rectangulares de masa delgada horneada, se forma un recipiente de pasta de almendras que se rellena con gelatina de grosella, con un tope de crema adornado con una figura de chocolate con la silueta de Gustavo II Adolfo. Original de Gotemburgo, ciudad fundada por el rey. Se consume en el aniversario de su muerte, el 6 de noviembre.
- Ostkaka -- Budín de leche cuajada y posteriormente horneado
- Rabarberpaj -- Torta o pastel de ruibarbo. Se consume en primavera
- Prinsesstårta -- Tarta Princesa. Una base de bizcocho, relleno de crema crema de vainilla y nata batida y cubierta por una capa de mazapán con colorante verde. Muy popular en festejos y cumpleaños
- Runebergstårta -- Pastelillo de Runeberg. Masa cilíndrica de almendras y pan rallado, empapada en ron o punsch, con tope de azúcar y dulce de frambuesa. Creado en honor al poeta Johan Ludvig Runeberg.
- Chokladboll -- Bolas de chocolate